# Фудбалска репрезентација Азербејџана
Фудбалска репрезентација Азербејџана је национални фудбалски тим Азербејџана под управом Фудбалског савеза Азербејџана.

## Успеси

### Светска првенства
| Година         | Резултат              | Пласман               | ИГ                    | П                     | Н*                    | И                     | ГД                    | ГП                    |
| -------------- | --------------------- | --------------------- | --------------------- | --------------------- | --------------------- | --------------------- | --------------------- | --------------------- |
| 1930-1990      | Као Совјетски Савез   | Као Совјетски Савез   | Као Совјетски Савез   | Као Совјетски Савез   | Као Совјетски Савез   | Као Совјетски Савез   | Као Совјетски Савез   | Као Совјетски Савез   |
| 1994.          | Није учествовала      | Није учествовала      | Није учествовала      | Није учествовала      | Није учествовала      | Није учествовала      | Није учествовала      | Није учествовала      |
| 1998. до 2022. | Није се квалификовала | Није се квалификовала | Није се квалификовала | Није се квалификовала | Није се квалификовала | Није се квалификовала | Није се квалификовала | Није се квалификовала |
| Укупно         | 0/8                   |                       |                       |                       |                       |                       |                       |                       |

### Европска првенства
| Година         | Резултат              | Пласман               | ИГ                    | П                     | Н*                    | И                     | ГД                    | ГП                    |
| -------------- | --------------------- | --------------------- | --------------------- | --------------------- | --------------------- | --------------------- | --------------------- | --------------------- |
| 1960–1992.     | Као Совјетски Савез   | Као Совјетски Савез   | Као Совјетски Савез   | Као Совјетски Савез   | Као Совјетски Савез   | Као Совјетски Савез   | Као Совјетски Савез   | Као Совјетски Савез   |
| 1996. до 2016. | Није се квалификовала | Није се квалификовала | Није се квалификовала | Није се квалификовала | Није се квалификовала | Није се квалификовала | Није се квалификовала | Није се квалификовала |
| 2020.          | Није се квалификовала | Није се квалификовала | Није се квалификовала | Није се квалификовала | Није се квалификовала | Није се квалификовала | Није се квалификовала | Није се квалификовала |
| 2024.          | Није се квалификовала | Није се квалификовала | Није се квалификовала | Није се квалификовала | Није се квалификовала | Није се квалификовала | Није се квалификовала | Није се квалификовала |
| Укупно         | 0/8                   |                       |                       |                       |                       |                       |                       |                       |

### Лига нација
| Рекорди у УЕФА Лиги нација | Рекорди у УЕФА Лиги нација | Рекорди у УЕФА Лиги нација | Рекорди у УЕФА Лиги нација | Рекорди у УЕФА Лиги нација | Рекорди у УЕФА Лиги нација | Рекорди у УЕФА Лиги нација | Рекорди у УЕФА Лиги нација | Рекорди у УЕФА Лиги нација | Рекорди у УЕФА Лиги нација | Рекорди у УЕФА Лиги нација |
| Сезона                     | Лига                       | Група                      | ИГ                         | П                          | Н                          | И                          | ГД                         | ГП                         | П/И                        | Поз.                       |
| -------------------------- | -------------------------- | -------------------------- | -------------------------- | -------------------------- | -------------------------- | -------------------------- | -------------------------- | -------------------------- | -------------------------- | -------------------------- |
| 2018/19.                   | Д                          | 3                          | 6                          | 2                          | 3                          | 1                          | 7                          | 6                          | Раст                       | 46.                        |
| 2020/21.                   | Ц                          | 1                          | 6                          | 1                          | 3                          | 2                          | 2                          | 4                          | Same position              | 43.                        |
| 2022/23.                   | Ц                          | 3                          | 6                          | 3                          | 1                          | 2                          | 7                          | 4                          | Same position              | 38.                        |
| Укупно                     | Укупно                     | Укупно                     | 18                         | 6                          | 7                          | 5                          | 16                         | 14                         |                            |                            |

## Познати играчи
- Емин Агаев
- Тарлан Акметов
- Гурбан Гурбанов
- Фарук Исмајлов
- Рашад Садигов
- Назим Сулејманов